# Villanueva de la Jara
Villanueva de la Jara és un municipi de Castella-la Manxa (Espanya). Pertany a la província de Conca i és a la comarca de La Manchuela. Té una extensió de 156 quilòmetres quadrats i una població de 2.350 habitants. Limita amb els municipis d'El Peral, Iniesta, Villagarcía del Llano, Quintanar del Rey, Casasimarro, El Picazo i Pozorrubielos de la Mancha. Posseeix, a part del nucli principal de població, dos més: Casas de Santa Cruz i Ribera de San Benito. És famós pels seus xampinyons.

## Monuments

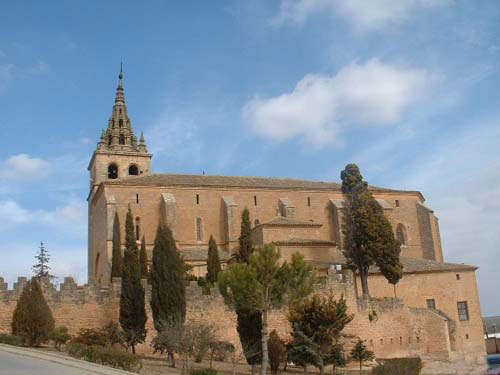
Església de Nostra Senyora de l'Assumpció.

- Església Parroquial de Nostra Senyora de l'Assumpció.
- Església del Carme.
- Convent de les Carmelites Descalces.
- Plaça Major.
- Roll de Justícia.

## Festes
- Ninou. 1 de gener.
- Reis Mags. 5 de gener.
- Sant Anton. 17 de gener.
- Jueves Lardero. Un dijous de febrer.
- Carnaval. Febrer o març.
- Setmana Santa. Març o abril.
- Sant Miquel. 8 de maig. És el patró dels xampinyoners.
- Sant Isidre. 15 de maig.
- Corpus Christi. Un diumenge de juny.
- Festa patronal. En honor de la Mare de Déu de les Neus. Se celebren del 4 al 8 d'agost.
- Santa Teresa. 15 d'octubre.
- Nadal. 25 de desembre.

## Administració
| Període      | Nom de l'alcalde/-essa        | Partit polític       | Data de possessió |
| ------------ | ----------------------------- | -------------------- | ----------------- |
| 1979 - 1983  | Joaquín Peraile Lara          | U.C.D.               | 19/04/1979        |
| 1983 - 1987  | Joaquín Peraile Lara          | P.D.L.(de Garrigues) | 28/05/1983        |
| 1987 - 1991  | Gabriel Simarro Lara          | PSOE                 | 30/06/1987        |
| 1991 - 1995  | Gabriel Simarro Lara          | PSOE                 | 15/06/1991        |
| 1995 - 1999  | Joaquín Peraile Tinaut        | PP                   | 17/06/1995        |
| 1999 - 2003  | Joaquín Peraile Tinaut        | PP                   | 03/07/1999        |
| 2003 - 2007  | Joaquín Peraile Tinaut        | PP                   | 14/06/2003        |
| 2007 - 2011  | Juan Francisco García Peraile | PSOE                 | 16/06/2007        |
| 2011 - 2015  | n/d                           | n/d                  | 11/06/2011        |
| 2015 - 2019  | n/d                           | n/d                  | 13/06/2015        |
| 2019 - 2023  | n/d                           | n/d                  | 15/06/2019        |
| Des del 2023 | n/d                           | n/d                  | 17/06/2023        |

## Economia
Villanueva de la Jara és la major productora de xampinyó i gírgoles de tot Espanya, sent al seu torn pionera en el cultiu d'aquest fong comestible, la qual cosa ho fa el principal valedor de la seva economia. També té una gran extensió cerealista i una gran producció vitivinícola pertanyent a la denominació d'origen La Manchuela.